# Message in a Box: The Complete Recordings
Albums de The Police
Greatest Hits
(1992) Every Breath You Take: The Classics
(1995)
Message in a Box: The Complete Recordings est un coffret de quatre CD du groupe The Police. Il contient tous leurs albums studio par ordre chronologique, les singles, les faces B et les pistes des albums compilation et de la bande sonore de Brimstone and Treacle.

## Liste des chansons
- Les chansons inédites sur CD sont identifiées avec "*".

### Disque 1
1. Fall Out (Stewart Copeland)* – 2:04
2. Nothing Achieving (Copeland)* – 1:56
  - Les chansons 1-2 sont originellement sorties en single et face B (Royaume-Uni seulement) en 1977
3. Dead End Job (Sting, Copeland, Andy Summers)* – 3:35
  - Face B des singles Can't Stand Losing You (Royaume-Uni), et Roxanne (États-Unis)
4. Next to You (Sting) – 2:50
5. So Lonely (Sting) – 4:49
6. Roxanne (Sting) – 3:12
7. Hole in My Life (Sting) – 4:52
8. Peanuts (Copeland, Sting) – 3:58
9. Can't Stand Losing You (Sting) – 2:58
10. Truth Hits Everybody (Sting) – 2:53
11. Born in the 50's (Sting) – 3:40
12. Be My Girl - Sally (Sting, Summers) – 3:22
13. Masoko Tanga (Sting) – 5:40
  - Les chansons 4-13 sont originellement sorties sur l'album Outlandos d'Amour
14. Landlord (live) (Sting, Copeland) * – 2:36
15. Next to You (live) (Sting)* – 3:11
  - Les chansons 14-15 sont originellement sorties sur l'album compilation Propaganda en 1980
16. Landlord (Sting, Copeland) * – 3:09
  - Face B du single Message in a Bottle
17. Message in a Bottle (Sting) – 4:51
18. Reggatta de Blanc (Copeland, Sting, Summers) – 3:06
19. It's Alright for You (Copeland, Sting) – 3:13
20. Bring on the Night (Sting) – 4:16
21. Deathwish (Copeland, Sting, Summers) – 4:13
  - Les chansons 17-21 sont originellement sorties sur l'album Reggatta de Blanc

### Disque 2
1. Walking on the Moon (Sting) – 5:02
2. On Any Other Day (Copeland) – 2:57
  - Chanson écrite et interprétée par Stewart Copeland
3. The Bed's too Big Without You (Sting) – 4:26
4. Contact (Copeland) – 2:38
5. Does Everyone Stare (Copeland) – 3:52
6. No Time This Time (Sting) – 3:17
  - Les chansons 1-6 sont originellement sorties sur l'album Reggatta de Blanc
7. Visions of the Night (Sting)* – 3:05
  - Face B des singles Walking on the Moon (Royaume-Uni) et Bring on the Night (États-Unis)
8. The Bed's too Big Without You (Mono) (Sting) * – 3:29
9. Truth Hits Everybody (Live) (Sting) * – 2:26
  - Les chansons 8-9 sont originellement sorties en single (Royaume-Uni seulement) en 1980
10. Friends (Summers)* – 3:36
  - Face B des singles Don't Stand So Close to Me (Royaume-Uni) et De Do Do Do, De Da Da Da (États-Unis)
11. Don't Stand So Close to Me (Sting) – 4:04
12. Driven to Tears (Sting) – 3:20
13. When the World Is Running Down, You Make the Best of What's Still Around (Sting) – 3:38
14. Canary in a Coalmine (Sting) – 2:26
15. Voices Inside My Head (Sting) – 3:53
16. Bombs Away (Copeland) – 3:09
17. De Do Do Do, De Da Da Da (Sting) – 4:09
18. Behind My Camel (Summers) – 2:54
19. Man in a Suitcase (Sting) – 2:19
20. Shadows in the Rain (Sting) – 5:02
21. The Other Way of Stopping (Copeland) – 3:22
  - Les chansons 11-21 sont originellement sorties sur l'album Zenyatta Mondatta

### Disque 3
1. A Sermon (Copeland) * – 2:33
  - Face B des singles De Do Do Do, De Da Da Da (Royaume-Uni) et Don't Stand So Close To Me (États-Unis)
2. Driven to Tears (Live) (Sting) * – 3:29
  - Originellement sortie sur l'album compilation Urgh! A Music War en 1981
3. Shambelle (Summers) * – 5:00
  - Face B des singles Invisible Sun (Royaume-Uni) et Every Little Thing She Does Is Magic (États-Unis)
4. Spirits in the Material World (Sting) – 2:59
5. Every Little Thing She Does Is Magic (Sting) – 4:22
6. Invisible Sun (Sting) – 3:44
7. Hungry for You (J'aurais Toujours Faim de Toi) (Sting) – 2:53
8. Demolition Man (Sting) – 5:57
9. Too Much Information (Sting) – 3:43
10. Rehumanize Yourself (Copeland, Sting) – 3:10
11. One World (Not Three) (Sting) – 4:47
12. Ωmegaman (Summers) – 2:48
13. Secret Journey (Sting) – 3:34
14. Darkness (Copeland) – 3:14
  - Les chansons 4-14 sont originellement sorties sur l'album Ghost in the Machine
15. Flexible Strategies (Sting, Summers, Copeland) * – 3:43
  - Face B des singles Every Little Thing She Does Is Magic (Royaume-Uni) et Spirits in the Material World (États-Unis)
16. Low Life * (Sting) – 3:45
  - Face B du single Spirits in the Material World (Royaume-Uni)
17. How Stupid Mr. Bates (Sting, Summers, Copeland) * – 2:41
18. A Kind of Loving (Sting, Summers, Copeland) * – 2:03
  - Les chansons 17-18 sont originellement sorties sur la bande sonore de Brimstone & Treacle en 1982

### Disque 4
1. Synchronicity I (Sting) – 3:23
2. Walking in Your Footsteps (Sting) – 3:36
3. O My God (Sting) – 4:02
4. Mother (Summers) – 3:05
  - Chanson écrite et interprétée par Andy Summers
5. Miss Gradenko (Copeland) – 1:59
6. Synchronicity II (Sting) – 5:02
7. Every Breath You Take (Sting) – 4:13
8. King of Pain (Sting) – 4:59
9. Wrapped Around Your Finger (Sting) – 5:13
10. Tea in the Sahara (Sting) – 4:19
  - Les chansons 1-10 sont originellement sorties sur l'album Synchronicity
11. Murder by Numbers (Sting, Summers) – 4:36
  - Non incluse sur l'album Synchronicity. Présente sur le CD et la cassette Synchronicity
  - Face B du single Every Breath You Take
12. Man in a Suitcase (live) (Sting) * – 2:17
  - Originellement sortie sur le maxi-single Every Breath You Take (Royaume-Uni seulement)
13. Someone to Talk To (Summers) * – 3:08
  - Face B des singles Wrapped Around Your Finger (Royaume-Uni) et King of Pain (États-Unis)
  - Chanson écrite et interprétée par Andy Summers
14. Message in a Bottle (Live) (Sting) * – 4:51
15. I Burn for You (Sting) * – 4:49
  - La chanson 14 (avec la déjà sortie piste 15) est originellement sortie sur le maxi-single Wrapped Around Your Finger (Royaume-Uni seulement)
  - La chanson 15 est originellement sortie sur la bande originale de Brimstone & Treacle en 1982
16. Once Upon a Daydream (Sting, Summers) * – 3:31
  - Face B du single Synchronicity II
17. Tea in the Sahara (live) (Sting)* – 5:06
  - Face B des singles King of Pain (Royaume-Uni) et Wrapped Around Your Finger (États-Unis)
18. Don't Stand So Close to Me '86 (Sting)* – 4:51
  - Originellement sortie sur l'album Every Breath You Take: The Singles

## Réédition
Le coffret est réédité en 2012, augmenté d'un livre relié de 100 pages en français.
- Stéphane Bachès, The Police Message in a Box : The Complete Recordings, Stéphane Bachès, 2012, 100 p., 26,5 cm × 28,5 cm, relié, avec 4 cd (ISBN 978-2-35752-137-7)